# Klášter Pustiměř
Benediktinský klášter „Ad infantiam Salvatoris et beatae Mariae„ v Pustiměři je zaniklý klášter, uváděný též jako „Ad infantiam Christi", tj. "K dětství Páně"  , který byl jediným ženským klášterem řehole benediktinské na Moravě.

## Historie
Klášter byl založen 30. září 1340 biskupem Janem Volkem při rotundě sv. Pantaleona. Tato fundace byla určena k uctění památky Elišky Přemyslovny a měla sloužit ke spáse duše její a jejích předků. Spolufundátorem byl moravský markrabě Karel (pozdější král Karel IV.), který věnoval novému klášteru další statky. Po založení byl klášter ihned zahrnut dary a přízní vrchnosti církevní i světské. Do kláštera byly uvedeny sestry benediktinky od sv. Jiří v Praze. V Karlově listině také vystupuje Alžběta jako první pustiměřská abatyše. Mohla být Volkovu neteří – nemanželskou dcerou Václava III. nebo pravděpodobněji Volkovou sestrou, nemanželskou dcerou Václava II.
Biskup Jan Volek, který byl přítelem a rádce Karla IV., nechal postavit v tomtéž období biskupský hrad Melice, který se stal reprezentativním sídlem. K Janu Volkovi měl vztah Vok I. z Holštejna, který se mnohokrát objevil jako svědek na listinách týkajících se kláštera a často s ním zajížděl do Prahy. Podle listiny z roku 1344 klášter trpěl nedostatkem vody, proto se souhlasem kapituly byl klášteru darován potok, který tekl z vrchu „Mansperchu“ i s potůčky jež do něj vtékaly. Všechny tyto toky dal biskup svést v tok jeden a vést jej středem městečka Pustiměř. V přilehlých biskupských polích nechal zřídit dva rybníky s dvěma mlýny, které měly sloužit k trvalému prospěchu kláštera. Za tím účelem je i klášteru posléze daroval. Po své smrti byl Jan Volek pochován 27. září 1351 v Pustiměřském klášterním kostele.
O další rozkvět pustiměřského kláštera se zasloužily abatyše Hilarie, která se uvádí v letech 1356–1377 a Juta, uvádějící se v letech 1383–1400. Jistý utlum nastal v moravských markraběcích válkách, kdy musel olomoucký biskup Mikuláš z Riesenburka zastavit markraběti Joštovi hrad Melici i část Pustiměře. Klášter významně poškodily husitské války na Moravě, ten však ničení biskupských statků přečkal. Po ukončení husitských válek musela abatyše Eliška vést majetkové spory, aby uchránila rozchvácené klášterní statky. Přes všechno snažení význam kláštera upadal, k čemuž přispěla i nepříliš dobrá pověst v hospodaření. A když v roce 1563 uprchly z kláštera dvě jeptišky, začalo se veřejně hovořit o rozpustilém klášterním životě jeptišek. V roce 1577 v klášteře pobývaly již jen dvě poslední jeptišky, což časem vyústilo ke zrušení kláštera. Podle listiny ze dne 21. září 1588 papež Sixtus V. klášter zrušil a daroval klášterství jezuitské koleji olomoucké. Jeho statky byly připojeny k vyškovskému biskupskému panství, klášter chátral a byl postupně rozebírán. Materiál z klášterních budov byl použit ke stavbě nového kostela koncem 16. století. Poslední hřebík do rakve nasadila švédská vojska, která roku 1644 vypálila Pustiměř. Na místě kláštera byla později postavena kaple sv. Anny, také byl zbudován kostel sv. Benedikta. Z původního kláštera se zachovaly pouze zbytky rotundy.
V záznamech Řehoře Wolného z roku 1860 je uvedeno, že v zahradě při kostele jsou zachovány zbytky klášterních zdí a budov a také hrotitý vchod do kostela. V pustiměřském kostele – želečské kapli – se nacházely tři silně poškozené náhrobní kameny. Jeden z nich byl z hrobu biskupa Jana Volka a druhý z hrobu abatyše Elišky Oderské z Ludeřovic s letopočtem úmrtí 1420. Tyto pozůstatky zmizely začátkem 20. století při přestavbě kostela.